# Бейгельман, Давид
Давид Бейгельман (1888—1944; также Dawid Bajgelman, Dawid Beigelman) — польский скрипач, руководитель оркестра и композитор Еврейского театра на идише.

## Биография
Дэвид Бейгельман родился в Островце-Свентокшиском, Польша в музыкальной семье. У него было семь братьев и сестра, все девять человек избрали профессию музыкантов. В течение 15 лет Дэвид учился в Ешиве — еврейской средней школе для не состоящих в браке студентов. Музыке мальчик учился у своего отца, Симона (Симы) (Szymona), который был кларнетистом и дирижером, играл в симфоническом оркестре Лодзи, дирижировал оркестром во время сеансов кино в кино-театрах города. Брат Дэвида — Хаим был скрипачом и саксофонистом. Он единственный оставшийся в живых членов семьи — жертв Холокоста. После войны он основал оркестр. Брат Ханан — саксофонист, исполнитель джазовой музыки. Семья переехала в Сосновец, а в 1912 году — в Лодзь.
Уже в юности Дэвид сочинял и исполнял музыку для театра "Еврейский театр на идише". В 1912 году он стал директором Лодзинского еврейского театра.
Дэвид Бейгельман написал музыку для Julius Adler оперетт Dos Skoytn-meyd, Di mume Gnendil и Yankev Vaksman (1866—1942), все они были поставлены в Лодзи, сочинял музыку для S. Ansky’s The Dybbuk. В 1929 году он был композитором и музыкальным руководителем театра Ararat Theater в Лодзи.
В мае 1935 года в Варшаве театр Ла Скала играл музыкальную комедию Kenigin Bin Ich на основе его произведений. В том же году Бейгельман с театром Ararat Theater совершил поездку по Европе, в том числе в Париж, Лондон и Брюссель.
В 1940 году он был вынужден переехать в гетто Ghetto Litzmannstadt в Лодзи, где он принимал участие в культурной жизни гетто в качестве дирижера гетто. Оркестр состоял из сорока четырёх музыкантов. Первый симфонический концерт под его руководством был проведен 1 марта 1941 года. В 1941 году оркестр дал около 100 концертов, но это число резко сократилось в 1942 году.

## Творчество
Бейгельман был также как композитором оркестровых произведений и песен. Две его известные песни сохранились и исполняются по сей день. Это песни Kinder yorn (годы детства) и Tsigaynerlid  (Цыганская песня), посвященная цыганам, жившим в гетто. Он также писал песни на стихи Исаия Шпигеля. Среди этих песен: Close Your Little Eyes (закрой глазки) и Nisht keyn rozhinkes, nisht keyn mandlen  (без изюма и миндаля). Дэвид Бейгельман также сотрудничал с Мойше Бродерзоном написав известные песни Nisim, nisim и Yidn. Он также работал с Moyshe Nudelman, David Herman и Yakov Rotbaum (1970).
В августе 1944 года во время ликвидации гетто Лодзи, он был взят одним из последних транспортов в Освенцима оттуда направлен в Гливице, где и погиб в августе или сентябре 1944 года

## Музыкальные произведения и записи Бейгельмана

### Записи
- Nie gniewaj się (Bajgelman, D. — Sław, wyk. Tadeusz Faliszewski), grudzień 1932, SE3893 oraz SE3905 (numer matrycowy 22965)
- Moses Kusewicki, Warschauer Grossen Synagoge Orchestra unter Leitung Dawid Beigelman, około 1938, SE5404, SE5405, SE5406, 5407
- Anna Grosberg, Judishe Gesang mit Orchestrabegeitung, Gluck, около 1938, SE5507
- Grzech, Tango z teatru «Jidishe Bande» кино-ревю «Colosseum» SE7974 (Bajgelman, D. — Jastrzebiec, W., wykonanie Sylvia Green); SE8255 (wkonanie Adam Aston, lipiec-grudzień 1934)
- Szajndełe, tango nastrojowe (juif) (Der B — Żegota, B.) июль-август 1935
- Ja ci chętnie przebaczę!, tango (Der B — Żegota, B.) июль-август 1935
- Oddałam serce ci, tango (Der B — Żegota, B.) июль-август 1935
- Zostały sny, tango nastrojowe (Der B — Żegota, B.) июль—август 1935

### Музыка для песен
- «Pieśń nad pieśniami» (Zucanowicz), rewia Aby Żyć, Лодзь театр Арарат 24 января 1930[8]